# Olot
Olot település Spanyolországban, Girona tartományban. Olot La Vall de Bianya, Sant Joan les Fonts, Santa Pau, Les Preses, La Vall d’en Bas és Riudaura községekkel határos. Lakosainak száma 38 822 fő (2024).

## Népesség
A település népessége az elmúlt években az alábbi módon változott:
| Lakosok száma | 2868 | 8554 | 13 144 | 17 664 | 25 357 | 30 306 | 33 524 | 33 913 | 35 228 | 38 822 |
|               | 1717 | 1887 | 1936   | 1960   | 1986   | 2004   | 2009   | 2014   | 2019   | 2024   |